# Gulbrun myrtörnskata
Gulbrun myrtörnskata (Frederickena fulva) är en fågel i familjen myrfåglar inom ordningen tättingar.

## Utseende och läte
Gulbrun myrtörnskata är en stor myrfågel. Hanen är svart med mycket tunn tvärbandning. Honan är brun med täta svara band. Stjärten är svart med vita tvärband. Båda könen har en tofs på huvudet som dock ofta hålls nere. Arten är mycket lik vattrad myrtörnskata, men hona gulbrun myrtörnskata är kraftigare tecknad. Den är även lik zebramyrtörnskata och bandad myrtörnskata, men gulbrun myrtörnskata är större och mörkare, med mycket tunnare tvärbandning hos hanen och brun undersida med vågiga svarta tvärband hos honan. Sången består av en stigande serie med ett tiotal ljudliga visslingar. Även ett fallande skri kan höras.

## Utbredning och systematik
Fågeln förekommer från sydöstra Colombia till östra Ecuador och östra Peru (norr om Río Marañón). Tidigare behandlades den som en underart till Frederickena unduliger. 

## Levnadssätt
Gulbrun myrtörnskata hittas i regnskog i låglänta områden och förberg. Den håller sig dold inne i tät undervegetation och kan vara mycket svår att få syn på. Vanligen upptäcks den först på sitt läte.

## Status
IUCN erkänner den inte som art, varför den formellt inte placeras i någon hotkategori.